# Selma Blair
Selma Blair (Southfield, 23 juni 1972) is een Amerikaans actrice.
Ze speelde onder meer in de films Cruel Intentions, Legally Blonde en de The Sweetest Thing.

## Persoonlijk leven
Blair komt uit een joods gezin. Ze studeerde aan het Kalamazoo College en aan de Universiteit van Michigan. Hierna ging ze naar New York om fotografie te studeren, maar ontdekte het acteervak. Haar eerste filmrol was Pretzel in The Broccoli Theory.
Op 24 januari 2004 trouwde ze met Ahmet Zappa, een zoon van Frank Zappa. Omdat Ahmet en zij over te veel zaken van mening verschilden, scheidde ze van hem op 21 juni 2006. Ze bleven vrienden.
Ze lijdt aan de chronische zenuwziekte multiple sclerose (MS). De ziekte werd in 2018 vastgesteld bij de Amerikaanse actrice.

## Films
*Exclusief televisiefilms
| - In Their Skin (2012) - Columbus Circle (2012) - Dark Horse (2011) - The Family Tree (2011) - Hellboy II: The Golden Army (2008) - The Poker House (2008) - My Mom's New Boyfriend (2008) - Feast of Love (2007) - WΔZ (2007) - Purple Violets (2007) - The Night of the White Pants (2006) - The Alibi (2006) - The Fog (2005) - The Deal (2005) - Pretty Persuasion (2005) - In Good Company (2004) - A Dirty Shame (2004) - Hellboy (2004) | - Dallas 362 (2003) - A Guy Thing (2003) - The Sweetest Thing (2002) - Highway (2002) - Legally Blonde (2001) - Storytelling (2001) - Kill me Later (2001) - Down to You (2000) - Cruel Intentions (1999) - Browns Requiem (1998) - Can't Hardly Wait (1998) - Girl (1998) - Strong Island Boys (1997) - Scream 2 (1997) - In & Out (1997) - Arresting Gena (1997) - The Broccoli Theory (1996) |

## Televisieseries
*Exclusief eenmalige verschijningen
- Anger Management - Kate Wales (2012-2014, 54 afleveringen)
- Web Therapy - Tammy Hines (2012, twee afleveringen)
- Web Therapy - Tammy Hines (2010, drie afleveringen)
- Kath & Kim - Kim Day (2008-2009, 17 afleveringen)
- Zoe, Duncan, Jack & Jane - Zoe Bean (1999-2000, 24 afleveringen)

## Trivia
- Blair staat bekend om haar extraverte kledingstijl: ze trouwde in een roze jurk.
- In de John Waters-film A Dirty Shame heeft Blair grotere borsten, waardoor geruchten de kop opstaken dat ze een borstvergroting had ondergaan. In latere films was haar boezem weer kleiner.
- Blair is gek op de Hebreeuwse taal, in die taal heet ze Batsheva.